# Anne Horak Gallagher
Anne Horak Gallagher (De Pere, 5 maggio 1984) è un'attrice, cantante e ballerina statunitense.

## Biografia
Anne Horak è nata a De Pere, figlia del chirurgo Rochard Horak e della moglie Ellen. Ha frequentato le superiore alla Notre Dame Academy di Green Bay, per poi laurearsi all'Università del Michigan.
Dopo gli studi universitari, ha cominciato a recitare in numerosi musical nel Michigan, tra cui Oklahoma! (2003), Guys and Dolls (2003), A Chorus Line (2004), City of Angels (2005), The Boys from Syracuse (2005), prima di fare il suo debutto a Pittsburgh nel 2006 recitando ne La bella e la bestia. Successivamente ha continuato a recitare nella capitale dello Stato in allestimenti di 42nd Street, Grease e Thoroughly Modern Millie (2006), per poi fare il suo esordio alla Paper Mill Playhouse nel 2008 con un revival del musical Oklahoma!. Nell'autunno dello stesso anno ha fatto il suo debutto a Broadway nel musical di Irving Berlin White Christmas, a cui seguì un'edizione concertistica di Music in the Air al New York City Center nel 2009 e il ruolo principale di Inga nella tournée statunitense del musical di Frankenstein Junior tra il 2009 e il 2011.
Nei primi anni 2020 l'attrice ha cominciato a recitare anche in opere di prosa, tra cui Boeing-Boeing e Steel Magnolias, per poi ricoprire il ruolo principale di Elle Woods nel musical Legally Blonde a Wichita nel 2012. Nel 2013 tornò a recitare a Broadway nel musical Chicago, in cui interpretò dapprima Mona e poi la protagonista Roxie Hart nel 2014. Successivamente, è tornata a ricoprire ruoli di primo piano anche in allestimenti di musical nel resto degli Stati Uniti, interpretando April in Company (New Hope, 2015), Laurely in Oklahoma! (Wichita, 2016), Sheila in A Chorus Line (Lexington, 2018), Charity Hope Valentine in Sweet Charity (Lincolnshire, 2018) e nuovamente Roxie Hart in Chicago a Wichita nel 2019. Attiva anche in campo televisivo e cinematografico, ha recitato in alcuni episodi di Royal Pains e Law & Order, oltre a recitare sul grande schermo in diversi film, tra cui The Irishman.
Anne Horak ha sposato il membro della Camera dei Rappresentanti per lo stato del Wisconsin Mike Gallagher nel settembre 2019 e la coppia ha avuto una figlia nel giugno 2020.

## Filmografia

### Cinema
- The Irishman, regia di Martin Scorsese (2019)

### Televisione
- Law & Order - Unità vittime speciali - serie TV, 1 episodio (2011)
- A Gifted Man - serie TV, 1 episodio (2011)
- Royal Pains - serie TV, 1 episodio (2011)
- Submission Only - serie TV, 1 episodio (2014)
- Forever - serie TV, 1 episodio (2015)
- Eye Candy - serie TV, 2 episodi (2015)
- The Battery's Down - serie TV, 1 episodio (2015)